# Framlingham (Victoria)
Framlingham ist ein Reservat und war eine Aborigines-Missionsstation der Gunditjmara, die vom Aboriginal Protection Board in Victoria, Australien im Jahre 1861 errichtet wurde. Das Reservat liegt in der Nähe von  Warrnambool an der südwestlichen Küste von Victoria. In dieser Missionsstation wurden die Gunditjmara untergebracht. Sie wurde im Jahre 1971 geschlossen, nachdem der Aboriginal Lands Act 1970 vom Parlament in Victoria verabschiedet worden war.

## Gründung
Framlingham wurde 1861 als Reservat durch den Aboriginal Protection Board gegründet. Das Reservat entwickelte sich nicht entsprechend und 1865 durch die Anglikanische Kirche beauftragt eine Mission aufzubauen. 1866 Jahr wurde Framlingham wieder unter die Aufsicht des Boards gestellt und 1867 wurde die Missionsstation geschlossen und die Bewohner wurden zum Teil nach Lake Condah gebracht. 1869 erfolgte die Wiedereröffnung der Missionsstation durch die Anglikanische Kirche bis 1898 übernommen. Aufgrund von Protesten übergab der Board 500 Acres des Landes für den Gebrauch der Aborigines. Aufgrund von öffentlichen Interesse in den 1930er Jahren wurden elf Häuser und eine Schule gebaut. Des Weiteren erhielten die dort lebenden Aborigines wöchentlich Verpflegung.
Als Framlingham gegründet wurde, war das Gebiet ursprünglich 14,2 km² groß; das heutige Gebiet hat eine Größe von 18 km².

## Nach 1950
Im Jahre 1957 wurde der Aboriginal Protection Board aufgelöst, und 1970 der Aboriginal Lands Act 1970 vom Parlament in Victoria verabschiedet. Diese gesetzliche Regelung war die Voraussetzung dafür, dass den Aborigines dieses Gebiet als erstes Land in Victoria an die traditionellen Eigentum zurückgegeben wurde, Das Land übernahmen die Aborigines am 1. Juli 1971 entlang des Lake Tyers am östlichen Gippsland.
Als 1987 die Labour Party in Victoria durch John Cain regierte, beabsichtigte sie Teile des Framlingham State Forest den Aborigines als einen unabänderlichen Rechtstitel zu übertragen. Dies wurde dies jedoch von der Legislative, der Liberal Party-Opposition im Victorian Legislative Council, blockiert. Allerdings intervenierte die Bundes-Labor-Regierung unter Hawke, indem sie einen Aboriginal Land Act 1987 erließ, der es ermöglichte 5 km² des Framlingham Forest dem Framlingham Trust zu übereignen. Obwohl dieser Rechtstitel nicht übertragbar war, konnte er in einen anderen Aborigines-Landtrust transferiert werden. Der Framlingham Trust hat kein Recht in diesem Gebiet Bergbau zu betreiben. Dies ist unüblich im Vergleich mit anderen Trust oder Gemeinschaften, die einen Native Title halten.
Im Jahre 1993 bekam der Sprecher der Peek Whurrong der Dhauwurdwurung von den Gunditjmara die Deen Maar Indigenous Protected Area unter Schutzherrschaft von ATSIC für den Framlingham Aboriginal Trust zugesprochen, mit der Intension, dass es eine Schutzzone der Aborigines wird. Dieser Status ist seit 1999 garantiert; das ist der einzige derart anerkannte Status in Victoria.